# Сестрики
Сестрики — посёлок в Белёвском районе Тульской области России. Население - 166 человек (2021). 
В рамках административно-территориального устройства входит в Кураковский сельский округ Белёвского района, в рамках организации местного самоуправления включается в сельское поселение Правобережное.

## География
Расположен на реке Ока, в 103 км к юго-западу от Тулы и в 4 км к юго-востоку от райцентра, города Белёва.

## Население
| 2002 | 2010 |
| ---- | ---- |
| 272  | ↘225 |